# Blåhuvad fläckduva
Blåhuvad fläckduva (Turtur brehmeri) är en fågel i familjen duvor inom ordningen duvfåglar.

## Utseende och läte
Blåhuvad fläckduva har en mycket karakteristisk dräkt med enhetligt roströd kropp och blågrått på huvud och nacke. Lätet består av en serie med ihåliga hoanden som ökar i hastighet och ibland varierar i tonhöjd.

## Utbredning och systematik
Blåhuvad fläckduva delas in i två underarter med följande utbredning:
- Turtur brehmeri infelix – förekommer från Guinea och Sierra Leone till Kamerun
- Turtur brehmeri brehmeri – förekommer från södra Kamerun till norra Kongo, östra Demokratiska republiken Kongo och allra nordvästligaste Angola

## Levnadssätt
Blåhuvad fläckduva är en skygg duva som hittas i intakt låglänt tropisk skog.

## Status och hot
Arten har ett stort utbredningsområde, men tros minska i antal, dock inte tillräckligt kraftigt för att den ska betraktas som hotad. Internationella naturvårdsunionen IUCN listar arten som livskraftig (LC).

## Namn
Fågelns vetenskapliga artnamn hedrar Heinrich Brehmer, en tysk specimenhandlare verksam i Gabon.